# Phyto royi
Phyto royi är en tvåvingeart som beskrevs av Thomas Pape 1997. Phyto royi ingår i släktet Phyto och familjen gråsuggeflugor. Inga underarter finns listade i Catalogue of Life.